# 孫欽
孫欽，福建連江崇云铺人，明朝政治人物、進士出身。

## 生平
永樂十二年，福建甲午乡试中舉。永樂十三年，聯捷乙未科進士，擔任監察御史，官至江西佥事。